# ショーヨム・ラースロー

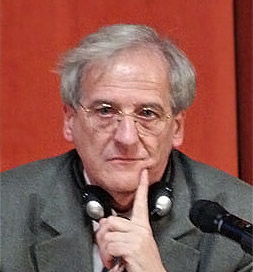
ショーヨム・ラースロー

ショーヨム・ラースロー（ハンガリー語: Sólyom László、1942年1月3日 - 2023年10月8日）は、ハンガリー共和国の政治家。2005年8月5日から2010年8月5日まで、同国の第三共和政第3代大統領を務めた。

## 来歴
1942年1月3日、ハンガリー王国ペーチ出身。地元の大学にて1964年に法学の学位を取得すると1966年にドイツにあるイエナ大学民法学部にて助手として勤務し、ドイツ民法の博士号を取得し、1969年に帰国。
ハンガリー帰国後は1983年までハンガリー科学アカデミーの国家法律研究所にて勤務したほか、1970年から1975年までは国会図書館に研究者として勤務。1983年よりエトヴェシュ・ロラーンド大学の法学部教授、1996年よりパズマニー・ペーテルカトリック大学法政治学部の学部長、1999年から2000年までケルン大学の客員教授、2002年にはアンドラーシ大学ブダペストに教授として着任した。
1980年代初頭より環境保護運動に参加しており、ボシュ・ナジマロスダム建設反対運動にも参加している。1987年に結党したハンガリー民主フォーラムの創設メンバーの一人でもあり、1980年代後半の民主化運動の中、野党円卓会議の活動に積極的に参加した。1989年より憲法裁判所の副所長、1990年から1998年まで所長。後期の期間では死刑廃止、補償法、国民投票の憲法上の内容、法律などの重要な問題、中絶の法律について決定を下した。
2005年6月7日にフィデス＝ハンガリー市民同盟とハンガリー民主フォーラムの支持を得て大統領に選出され、2010年8月5日まで務めた。晩年は長い闘病生活を送り、2023年10月8日に81歳で死去。

## 受賞歴
- フンボルト賞（1998年）
- ハンガリー大十字功労勲章（ハンガリー語版）（1999年）
- イムレ・ナジ功労勲章（ハンガリー語版）（2003年）
- ハンガリーグランドクロス功労勲章（ハンガリー語版）（2005年）
- ハンガリー自由賞（2013年）